# Zubin Potok
Zubin Potok (albanés: Zubin Potok o Zubin Potoku; en serbio: Зубин Поток, Zubin Potok) es una ciudad y municipio del distrito de Kosovska Mitrovica, en la parte septentrional de Kosovo. Se trata de una parte de Kosovo del Norte, una región de mayoría étnica serbia que funciona en gran medida de forma autónoma del resto del Kosovo, de origen o de mayoría albanesa. De acuerdo con el censo de 1991, el municipio tenía una población de 8.479 personas, y unas 15.200 en la actualidad. La población serbia corresponde del total de un 91,5% de habitantes en el municipio.
Zubin Potok es una comunidad agrícola; sin embargo, el nivel de la producción agrícola ha estado en disminución debido a la falta de inversión. Las fábricas locales también han sido fuertemente afectadas por la falta de consumidores en las partes albanesas de Kosovo. La mayoría de las fábricas se establecieron como sucursales de las cadenas principales de Serbia para atender al mercado de Kosovo, los trabajadores siguen siendo contratados pero se les paga en forma irregular. La mayoría de los productos que se venden en el municipio son traídos de Serbia.